# Vulkanausbruch auf La Palma 1949
Während des Vulkanausbruchs auf La Palma im Jahr 1949 brach entlang eines etwa vier Kilometer langen Spaltensystems an drei unterschiedlichen Stellen auf dem Bergkamm der Cumbre Vieja der Kanarischen Insel La Palma zwischen dem 24. Juni und dem 30. Juli 1949 die Erde auf. Die drei Eruptionsstellen mit unterschiedlicher vulkanologischer Charakteristik waren der neu entstandene Krater Duraznero, die neu entstandene Eruptionsspalte Llano del Banco und der ältere, erneut aktive Explosionskrater Hoyo Negro. Der 24. Juni ist in Spanien der Festtag des Heiligen Johannes, daher werden diese örtlich und geringfügig auch zeitlich getrennten Ausbrüche  zusammenfassend auch San Juan-Eruption oder Vulkan San Juan genannt.

## Verlauf des Vulkanausbruchs

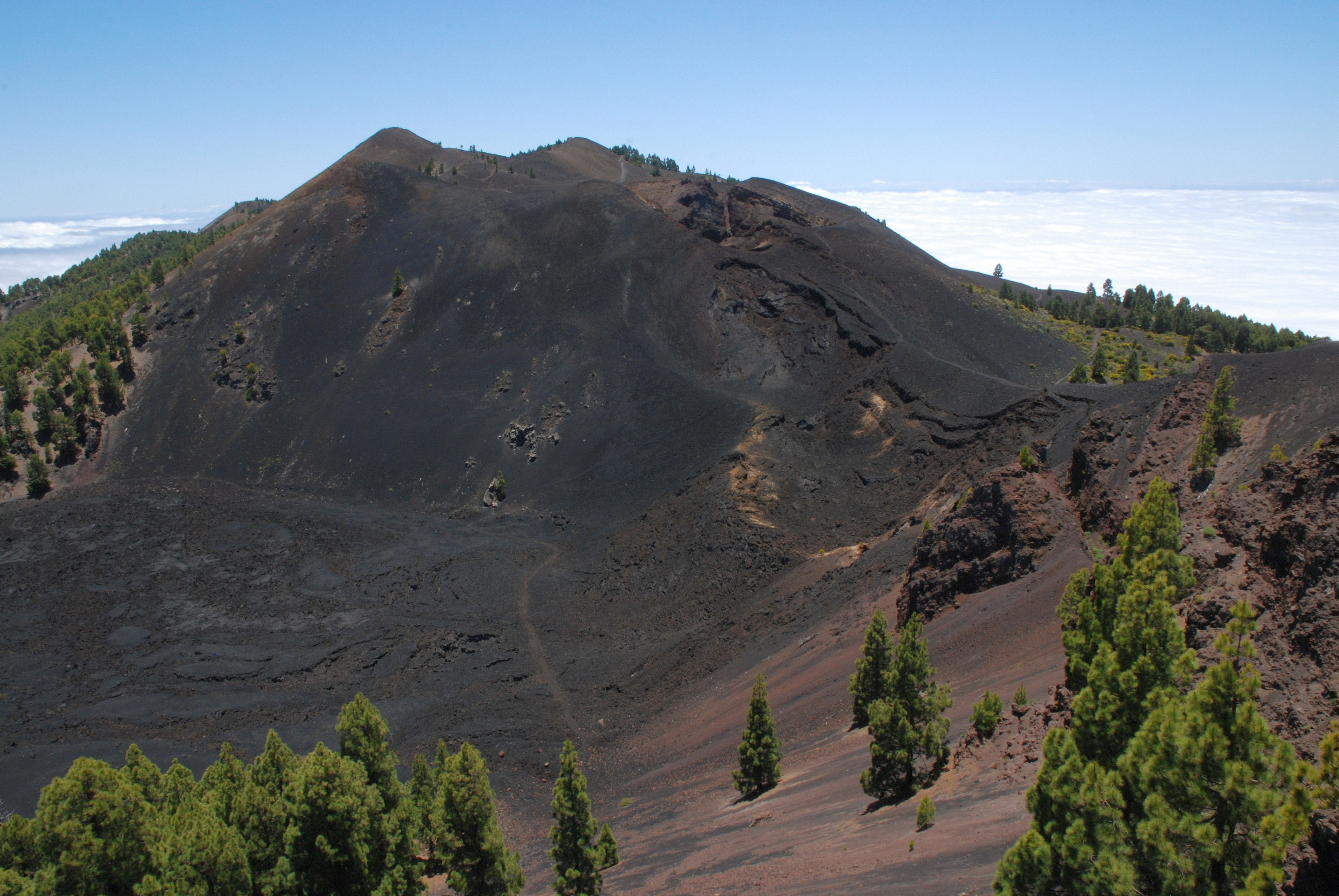
Das Lavafeld La Malforada mit der Montaña del Fraile und dem Krater Duraznero, 2008
im Hintergrund der Krater des Deseada

Vor dem Vulkanausbruch war die südliche Hälfte La Palmas über 13 Jahre lang von einer Serie von Erdbeben überzogen worden. Ab Februar 1949 bebte die Erde fast täglich. Erinnerungen an derartige Ereignisse hatte die Bevölkerung nicht, denn der letzte Ausbruch des El Charco-Vulkans im Jahr 1712 auf La Palma lag über 237 Jahre zurück.
Am 24. Juni 1949 öffnete sich unter heftigem Beben der neu entstandene Krater Duraznero in etwa 1800 Metern Seehöhe, aus dem erst Pyroklastika, dann Lava austrat, die am Fuß des Kraters einen Lavasee bildete. Ein Teil des Lavastroms floss ostwärts die Cumbre Vieja hinab bis in die Gemeinde Villa de Mazo.
Am Tag des Vulkanausbruchs berichteten Waldarbeiter auf dem Berg von Erdspalten, aus denen Schwefelgase austraten, und Erdrutsche, die zeitgleich zum Erdbeben auftraten, begleitet von intensiven und langandauernden unterirdischen Geräuschen.

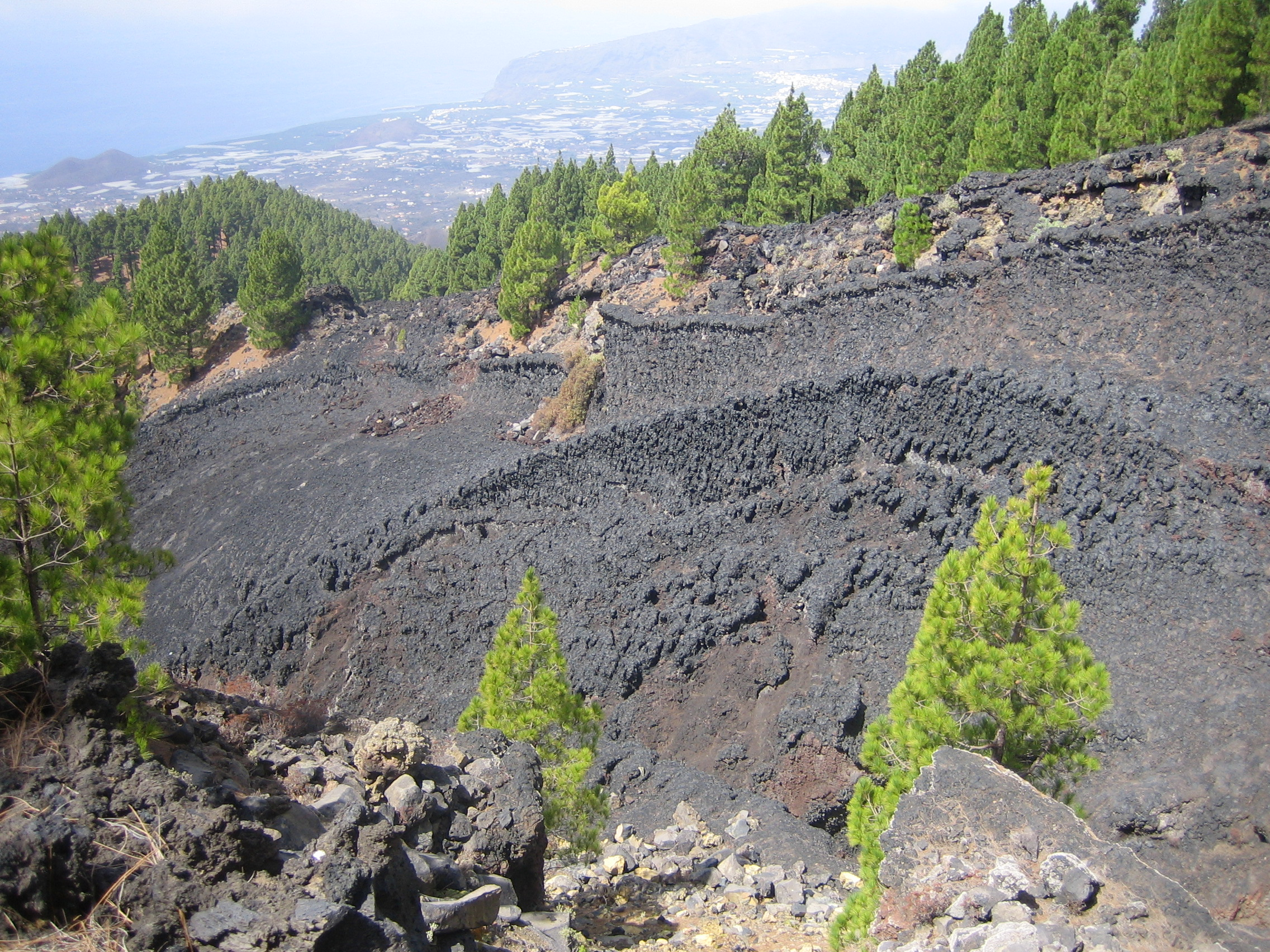
Ausbruchsstelle bei
Llano del Banco, 2005

Am 8. Juli öffnete sich etwa drei Kilometer nördlich vom Krater Duraznero in etwa 1300 Metern Höhe bei Llano del Banco eine Erdspalte, aus der große Mengen Lava austraten. Anwohner berichteten zu diesem Zeitpunkt von einer starken unterirdischen Explosion und Erdbeben. Die austretende Lava floss über den steilen Westhang der Cumbre Vieja ab und erreichte eine Fließgeschwindigkeit von bis zu 30 km/h. Tonnenschwere Gesteinsbrocken wurden von der Lava mitgerissen. Oberhalb von Puerto Naos nahm der Lavastrom eine Breite von 1500 Meter an und türmte sich bis zu sieben bis acht Meter auf.
Am 10. Juli erreichte die Lava das Meer, wo sie eine etwa zwei Kilometer lange und etwa einen Kilometer breite Lavaplattform bildete, unter der sich verschiedene Lavatunnel ausgeformt hatten. Auf diesem Plateau befinden sich heute Bananenplantagen, der 1993 erbaute Leuchtturm Faro de Punta Lava und der – nach dem Leuchtturm benannte – Ort La Bombilla. Zwischen den Orten Todoque, Las Manchas und Puerto Naos ist das weitflächige Lavafeld zu sehen, das von den Verbindungsstraßen zwischen den Orten durchzogen wird.
Mehr als tausend Anwohner aus den betroffenen Gebieten sowie eine Vielzahl von Vieh mussten vor dem Lavastrom in Sicherheit gebracht werden. Auch große landwirtschaftlich genutzte Flächen gingen verloren. Durch das heftige Erdbeben wurden viele Häuser beschädigt oder zerstört. Etwa 300 Familien verloren ihre Häuser und ihre landwirtschaftliche Existenzgrundlage.

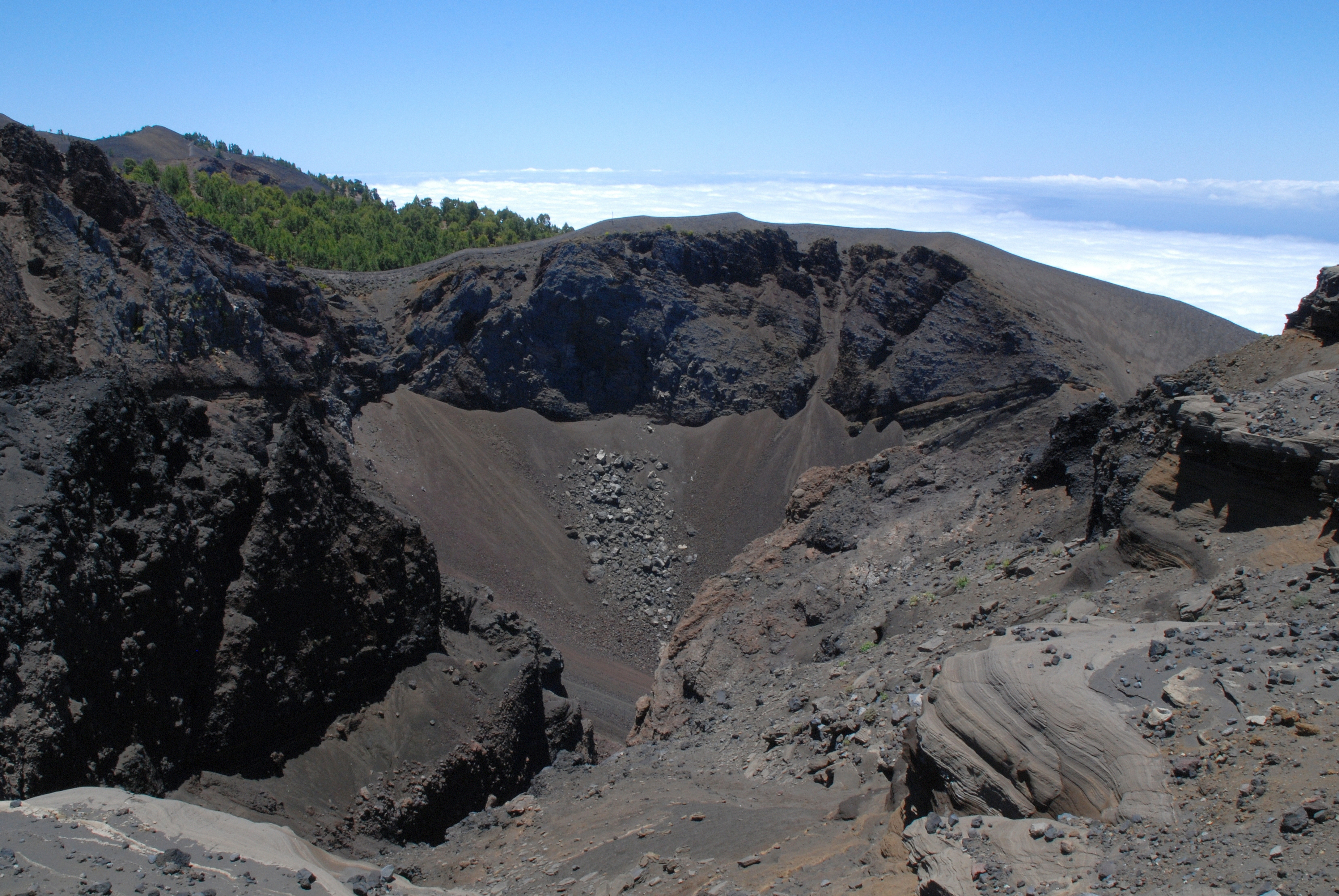
Crater del Hoyo Negro, 2008

Am 12. Juli brach zwischen den Eruptionsstellen Duraznero und Llano del Banco der Krater Hoyo Negro („Schwarzes Loch“) im alten Vulkankegel (1871 m) aus. Begleitet von zwei heftigen Erdbeben mit einer heftigen Explosion spie der Vulkan überwiegend Gase aus. Beobachtungen berichteten von einer dichten schwarzen Rauchsäule, die eine geschätzte Höhe von etwa 3000 Metern erreichte. Die Asche ging in großen Mengen auf El Paso und die umliegenden Berge nieder, was zu erheblichen Schäden in der Landwirtschaft (Viehweiden und Bananenplantagen) sowie zu Waldbränden führte.
Am 30. Juli trat erneut Lava aus dem Krater Duraznero aus, die mit hoher Geschwindigkeit den Osthang abwärts strömte. Sie überdeckte die Verbindungsstraßen zum Süden der Insel, zerstörte Stromleitungen und kam etwa 300 Meter vor der Küste zum Stehen. Die im Süden gelegene Gemeinde Fuencaliente war damit verkehrstechnisch sowie von der Stromversorgung über mehrere Tage vom Rest der Insel abgetrennt.
Am 4. August 1949 erlosch schließlich die Aktivität des Vulkans San Juan.

## Flankenstabilität der Cumbre Vieja
Während der seismischen Aktivitäten riss zwischen den drei Ausbruchsstellen des Vulkans San Juan ein etwa vier Kilometer langes Spaltensystem auf, wobei das Erdreich um bis zu vier Meter westwärts den Hang der Cumbre Vieja absackte. Ob es sich dabei um eine tiefreichende oder oberflächliche Störung handelt, ist nicht bekannt.
Zur Überprüfung der Flankenstabilität der Cumbre Vieja wird seit 1994 dieser Bereich anhand von elf Boden- und einer Erdbeben-Messstelle überwacht. Eine Bodenverschiebung wurde bislang nicht festgestellt.
Gewaltige Flankenabbrüche der Vulkane auf den Kanarischen Inseln, wie auch auf La Palma, sind in der über 100.000 Jahre zurückliegenden Geschichte wiederholt aufgetreten. Vor etwa 400.000 Jahren stürzte auf La Palma die Westflanke der Cumbre Nueva ein, die Trümmerlawine hatte ein Ausmaß von 95 km³.
Der Geologe McGuire veröffentlichte 1999 eine spektakuläre Tsunami-Theorie, wonach bei einem weiteren Vulkanausbruch auf der Cumbre Vieja die Westflanke des Bergmassivs abbrechen und ins Meer stürzen könnte und einen gewaltigen Tsunami verursachen würde. Durch die Publizierung der BBC erfuhr diese Theorie eine breite Beachtung.
Diese Theorie wurde in den Folgejahren von verschiedenen Wissenschaftlern überprüft und in ihren Annahmen als übertrieben und unrealistisch bewertet.
Die Tsunami-Gefahr durch ein spontanes Abstürzen einer gewaltigen Erdmasse der Cumbre Vieja von 500 km³ und 100 m/s, wie in der Theorie unterstellt, erscheint unter den geologischen Gegebenheiten unrealistisch. Eher ist ein schrittweises Abrutschen der Flanke wahrscheinlich, was die Tsunami-Gefahr erheblich verringern würde.